# 石井周信
石井 周信（いしい ちかのぶ）は、戦国時代の武将。肥前国の戦国大名龍造寺氏の重臣。龍造寺家兼・隆信二代にわたり家老をつとめた石井尾張守兼清の嫡男。

## 来歴
肥前国佐嘉郡飯盛城主石井駿河守忠義の五男である尾張守兼清の嫡男として生まれる。母は国衆於保宗益の娘。母は龍造寺家兼の曾孫であるため、周信は家兼の玄孫にあたる。
諱の「周信」は、龍造寺周家の偏諱を受けたものと思われる。
父兼清は、龍造寺家兼に重用され、家兼没後に、その遺言を奉じて、曾孫隆信の家督相続に尽力した功臣であった。
家兼は末期に、曾孫の隆信を後継者に指名して没したが、父兼清は、直ちに隆信が出家していた宝琳院に赴いて、隆信を自邸に招いた。そのとき、周信の寝所を隆信の御座所につくりかえ、還俗・元服の儀式を執りおこない、周信も父兼清を補佐した。
その後、父兼清が隆信の実弟長信（水ヶ江龍造寺家）の付家老になったことに伴い、周信も長信付の将となる。
弘治3年（1557年）、鉄布峠の戦いで、父兼清が戦死し、家督を相続した。
天正2年（1574年）、須古城攻略を進める隆信・長信兄弟に従い、嫡男源左衛門順純とともに出陣したが、奮戦するものの戦死した。なお、嫡男順純は生還し、長信・家久（後の多久安順）父子の家老をつとめた。